# Edward F. Wright
Edward Fortescue Wright (* 11. März 1858 bei Chudleigh, Grafschaft Devon; † 16. November 1904 in Kingston, Jamaika) war ein britischer Kolonialpolizeichef in Jamaika im Rang eines Colonels und ein Cricketspieler auf den British West Indies.

## Leben
Wright war eines von zehn Kindern von Henry Troubridge Wright (1829–1870) und seiner Frau Frances Concetta, geborene Franklin (1821–1896). Er wuchs im 1817/18 erbauten Coburg-Haus in der Nähe von Chudleigh auf und besuchte das Sydney College in Bath, das sich damals im Gebäude des heutigen Holburne Museum of Art befand. Sein älterer Bruder Arthur Frederic Wright (1856–1946) war ebenfalls Cricketspieler und Offizier.

### Kolonialdienst
1880 trat er in den britischen Kolonialdienst ein. Am 20. Januar 1885 heiratete er die aus Morval (Cornwall) stammende Constance Henrietta, geborene Hext (1856–1890). Der gemeinsame Sohn Arthur Edward Hext Wright (1886–1970) war Stabsoffizier der Royal Navy und ebenfalls Cricketspieler, der ebenfalls aus der Ehe stammende Sohn Owen Franklin Wright (1887–1971) trat später in die Fußstapfen seines Vaters als Inspector General der Jamaica Constabulary Force (JFC). Die Familie lebte in Newton Abbot.
Wright wurde Polizeiinspektor und stellvertretender Inspector General of Police in Britisch-Guayana. Nach dem frühen Tod seiner ersten Frau heiratete Wright am 27. Februar 1893 in der Cathedral Church of Saint Michael and All Angels in Barbados Annie, geborene Alexander Douglas, Tochter von Arthur Harvey Alexander (1843–1905), dem Leiter der Einwanderungsbehörde in Guayana.
1899 wurde Wright nach Jamaica versetzt, wo er 1900 zum Inspector General der JFC ernannt wurde. Im April 1902 wurde Wright bei den Aufständen in Montego Bay verletzt. Nachdem eine kleine Gruppe der Lokalpolizei dort einen Vorfall schlichtete, gingen Wright und Inspektor William Eden Clarke unbewaffnet durch die Stadt und wurden von den Aufständischen mit der Lokalpolizei verwechselt und angegriffen, wobei Wright eine Schädelverletzung erlitt. Im Juni des Jahres wurde er für seine Verdienste mit dem Order of St. Michael and St. George ausgezeichnet. Von seinen Verletzungen erholte er sich nicht mehr richtig und verstarb zwei Jahre später im Alter von 46 Jahren.

### Cricket
Als Jugendlicher war Edward Wright wie sein Bruder Arthur Mitglied des Chudleigh Cricket Clubs, 1875 für den Somerset County Cricket Club. und zwischen 1876 und 1884 auch immer wieder für den Devon County Cricket Club. 1878 spielte er vier Matches für den Gloucestershire County Cricket Club.
Während seiner Zeit in Britisch-Guayana spielte er von 1882 bis 1895 beim Demerara Cricket Team und von 1895 bis 1897 für die Kolonie-Vertretung von Britisch-Guyana. Für Jamaika spielte er von 1901 bis 1902 ebenfalls First-Class-Cricket.

### Sonstiges
Sein Sohn Arthur kehrte mit seiner Frau Alison viele Jahre später wieder zurück nach Chudleigh.

## Auszeichnungen
- Juni 1902: Companion des Order of St. Michael and St. George (CMG)